# FBD
Функціона́льні бло́кові діагра́ми або FBD (англ. Function Block Diagram) — графічна мова програмування, яка призначена для програмування ПЛК (програмованих логічних контролерів). Мова стандартизована міжнародним стандартом IEC 61131-3.

## Опис мови
Програма утворюється із так званих ланцюгів, які виконуються послідовно зверху вниз. Ланцюги можуть мати мітки. Інструкція переходу на мітку дозволяє змінювати послідовність виконання ланцюгів для програмування умов і циклів.
Елемент порівняння (програмний компаратор) мовою FBD в середовищі Simatic Step 7:
```
        ┌───────┐
        │       │      
A───────┤ CMP<  │     
        │       ├──────  
        │       │   
B ──────┤       │   
        │       │    
        └───────┘
```

У цьому випадку, якщо елемент A буде меншим за елемент B, на виході буде логічна одиниця.
При необхідності управління викликом блоків в них додаються спеціальні цифрові входи EN (enable) і виходи ENO (enable out). Логічний нуль на вході EN забороняє виклик блоку. Вихід ENO використовується для індикації помилки в блоці і дозволяє припинити обчислення залишку ланцюга.
Мова FBD проста у вивченні і зручна для прикладних фахівців, які не мають спеціальної підготовки в галузі інформатики. Жорстка послідовність виконання призводить до простої внутрішньої структури команд, яка транслюється у швидкий і надійний код. Існує також модифікація FBD, яка допускає використання тільки чистих функцій з одним виходом, без проміжних станів.
Подальшим розвитком мови FBD є мова CFC (англ. Continuous Function Chart — безперервні функціональні схеми). Мова не сертифікована стандартом IEC 61131-3.